# Diti
Nella mitologia induista, Diti (sanscrito: दिति) è una delle sessanta figlie di Dakṣa e Panchajani, e la madre dei Daitya e dei Marut, avuti con il saggio Kashyapa.
Di solito è raffigurata come crudele sia con suo marito Kashyapa che con sua sorella Aditi, la madre dei Deva, e ossessionata dal tentativo di portare i suoi figli, noti collettivamente anche come Asura, al potere. È perciò un'acerrima nemica dei figli di Aditi, i Deva. I suoi due figli più famosi furono Hiraṇyakaśipu e Hiraṇyākṣa, che erano i guardiani di Visnù, di cui si dice che non riuscirono a mantenere il loro dharma e furono uccisi da Visnù nelle successive rinascite, finché non tornarono come Jaya e Vijaya. Diti aveva anche una figlia di nome Holikā.
Diti voleva avere un figlio che fosse più potente di Indra. A questo scopo usò la magia nera per mantenersi incinta per un anno intero, finché Indra scagliò un fulmine per frantumare il feto in molti pezzi, da cui nacquero i Marut.